# بینگو (نمایش‌نامه)
بینگو: صحنه‌هایی از پول و مرگ نمایشنامه‌ای است دربارهٔ مرگِ ویلیام شکسپیر از ادوارد باند، کارِ سال ۱۹۷۳.

## داستان

### بخش نخست (در سه صحنه)
شکسپیر در فصل سرد سالی در اواخر عمرش در باغش در استراتفورد با زمین‌داری به نام ویلیام کومب دربارهٔ تغییر کاربری مزارع اجاره‌ای مذاکره می‌کند. زن جوان بی‌کسی در باغش دستگیر می‌شود و به جرم روسپی‌گری تازیانه می‌خورد. در بهار زن جوان که ولگرد و بیمار شده اعدام می‌شود. شکسپیر سخت پریشان است.

### بخش دوّم (در سه صحنه)
شکسپیر با بن جانسن در میکده‌ای می می‌گسارد. پسر خدمتکارش با کارگران دیگری می‌رسند. ایشان در مخالفت با تغییر کاربری زمین‌ها پنهانی خرابکاری می‌کرده‌اند. غروب روز دیگری شکسپیر مست و پریشان در برف می‌رود. او را به خانه برمی‌گردانند. پسر خدمتکارش در تاریکی پدرش را با تیر زده، و این را تنها به شکسپیر می‌گوید. شکسپیر در بستر بیماری ظرف قرص‌های مسموم بن جانسن را به جای دارو می‌خورد و خودکشی می‌کند. دخترش در جستجوی وصیت‌نامه‌اش می‌گرید.